# 八束村 (千葉県)
八束村（やつかむら）は、千葉県安房郡（平郡）にかつて存在した村である。現在の南房総市の西部（旧富浦町）に位置している。

## 地理
1926年（大正15年）時点の八束村は、東に平群村・滝田村、南は那古町・船形町、西に富浦村、北は岩井村と境を接していた:1045。当時、村は丹生（にゅう）・深名（ふかな）・青木（あおき）・福沢（ふくざわ）・宮本（みやもと）・大津（おおつ）・手取（てどり）・居倉（いぐら）の8区に分けられた:1045。
南房総市においては、合併前の町村によって市域を7地区に分けており、旧八束村域は「富浦地区」に含まれる。南房総市社会福祉協議会では、小学校区や中学校区（おおむね町村制発足時の町村）をもとに市域を16地区に分けており（2018年現在）、「八束地区」の区分と呼称が使われている。

## 歴史
平安時代には、多田良荘岡本郷の一部であった。
明和7年（1770年）、当時安房勝山藩領であった金尾谷村の名主忍足佐内が、領主酒井忠鄰に年貢減免を直訴し、翌明和8年（1771年）に白塚川原で処刑された（勝山藩西領騒動）。
1875年（明治8年）、金尾谷村・白坂村が合併し福沢村となる:1046。1877年（明治10年）、東青木村・西青木村が合併し青木村となる。
1889年（明治22年）、町村制の施行にともない、丹生村・宮本村・大津村・居倉村・手取村・福沢村・深名村・青木村の8村が合併し、八束村が組織された。村名は新たに制定されたもので、8か村を束ねたこと、また「八束穂」の語から採られている。
1899年（明治32年）には義民忍足佐内を顕彰する「忍足佐内之碑」が建立された。
1918年（大正7年）、村域南部を通過する木更津線（現在の内房線）安房勝山駅 - 那古船形駅間が開業した。村域内に駅は置かれなかったが、富浦駅が西側の近傍（富浦町）に開業した。
1923年（大正12年）9月1日に発生した関東大震災においては、八束小学校が倒壊した。
1955年（昭和30年）、富浦町と合併し、八束村は廃止された。
旧村域はその後、2006年（平成18年）に南房総市の一部となった。なお、南房総市役所（旧富浦町役場）は旧八束村の村域（富浦町青木）に置かれている。

### 行政区画・自治体沿革
- 1889年（明治22年）4月1日 - 町村制施行により、丹生村、宮本村、大津村、居倉村、手取村、福沢村、深名村、青木村の8村が合併し、平郡八束村が発足。
- 1897年（明治30年）4月1日 - 平郡が統合されて安房郡となる。
- 1955年（昭和30年）3月31日 - 富浦町と合併し、改めて富浦町を新設。同日八束村廃止。

## 経済
1888年（明治21年）に記された分合取調文書によれば、各村とも農業を営んでいる。
1926年（大正15年）の『安房郡誌』によれば、主要産業は農業で、副業として畜産も盛んとされる:1046。このほか、木材薪炭の製造、ビワの栽培が挙げられている:1046。

## 教育
- 八束小学校

## 名所・旧跡・祭事
- 宮本城址[1]:1046（大津[9]） - 里見氏2代里見成義によって築かれたとされる城
- 万福寺（福沢） - 安房国四十八ヶ所薬師如来霊場
- 永福寺（宮本） - 安房国四十八ヶ所薬師如来霊場
- 常光寺（深名） - 安房国四十八ヶ所薬師如来霊場、安房国八十八ヶ所[10]
- 東福寺（丹生） - 安房国四十八ヶ所薬師如来霊場[11]
- 光厳寺（青木） - 里見義頼の墓がある[12]
- 宮本天満宮（宮本）[11]
- 青砥権現（宮本字堂入）[11]
- 高森神社（大津字袈裟丸） - 高森大神宮とも。宮本城の鬼門除けに里見氏が祀ったとされる[11]
- 青木の虫送り（青木）[13]

## その他
- 北海道今金町の八束地区は、八束村出身者が開拓にあたったことから名付けられた地名である[14]。1896年（明治29年）、青木出身の鈴木義宗が当時オチャラッペと呼ばれていた土地に入植し、利別村鈴木農場を開設[14]。1933年（昭和8年）に利別村（現在の今金町）が行政上の字を置いた際に、地名が八束と改められた[14]。
- 1955年（昭和30年）、旧八束村の村有財産（学校林などの山林）を管理する財産区が発足[14]。これを基盤として、1962年（昭和37年）に財団法人八束愛林会が発足した[14]。八束愛林会は高度経済成長期の木材価格高騰期に収益を上げ、小学校講堂（公民館を兼ねる）の寄付、全戸への電話設置などの事業を行った[14]。